# Hanna Dunowska
Hanna Bogusława Dunowska (ur. 18 grudnia 1958 w Mińsku Mazowieckim, zm. 1 sierpnia 2019 w Grodzisku Mazowieckim) – polska aktorka filmowa, telewizyjna i teatralna, prezenterka telewizyjna. W latach 1993–1996 z Krzysztofem Ibiszem prowadziła program Czar par, emitowany na antenie TVP1.

## Życiorys
Urodziła się w Mińsku Mazowieckim, gdzie w latach 1973–1977 uczęszczała do Liceum Ogólnokształcącego o profilu humanistycznym. Jeszcze będąc na trzecim roku studiów na Wydziale Aktorskim w Państwowej Wyższej Szkole Teatralnej w Warszawie zagrała pierwszą główną rolę kinową w wyróżnionym na festiwalu filmów fantastycznych w Porto i Madrycie psychologicznym dramacie fantasy Piotra Andrejewa Czułe miejsca (1980) oraz pojawiła się w serialu TVP Jana Łomnickiego Dom (1980).
Występowała na scenie w sztukach: Król Jerzy (1983) Marka Hłaski w Teatrze Nowym im. Gustawa Morcinka w Zabrzu, komedii Aleksandra Fredry Rewolwer (1983–1984) jako Klara Salvandor oraz Niebezpieczne związki (2004) w Teatrze Polskim Bielsku-Cieszynie, Pan Puntila i jego sługa Matti (1987–1988) Bertolta Brechta oraz Oskarżony Dymitr Karamazow (1990–1991) Fiodora Dostojewskiego w Teatrze Narodowym w Warszawie i musicalu Ostry makijaż (1992).
W metafizycznym dramacie psychologiczno-politycznym Krzysztofa Kieślowskiego Bez końca (1984) z Grażyną Szapołowską pojawiła się jako działaczka opozycji. Była jednak bardziej widoczna na ekranie w rosyjskim filmie fantastycznonaukowym Siedem elementów (Семь стихий, 1984), a także w  serialu kryminalnym TVP Krzysztofa Szmagiera 07 zgłoś się (1987) 
Trafiła też do obsady telenoweli Pawła Karpińskiego W labiryncie (1988–1990) i melodramatu Czesława Petelskiego Gorzka miłość (1989).
W 1990 zagrała postać trzydziestolatki zagubionej w otaczającej ją rzeczywistości i niezbyt szczęśliwej w życiu prywatnym w nominowanej do nagrody na Festiwalu Polskich Filmów Fabularnych w Gdyni w adaptacji powieści Krystyny Kofty Femina w reżyserii Piotra Szulkina.
Wystąpiła potem w miniserialu TVP1 Jacka Bromskiego Kuchnia polska (1991), rosyjskim filmie sensacyjnym Gladiator dla komornego (Gladiator po naymu, 1993), horrorze Marka Piestraka Łza księcia ciemności (1994), filmie sensacyjnym Władysława Pasikowskiego Psy (1992), filmie fantasy Lecha J. Majewskiego Ewangelia według Harry’ego (1994) u boku Viggo Mortensena i Jennifer Rubin, filmie sensacyjnym Anioł śmierci (Blood of the Innocent, 1995) z Rutgerem Hauerem i Johnem Rhysem-Daviesem, familijnym serialu australijskim Dwa światy (Spellbinder, 1995), polsko-czesko-słowackim dramacie Wszyscy moi bliscy (Vsichni moji blízcí, 1999), serialu TVP1 Glina (2004) oraz dreszczowcu Poza zasięgiem (Out of Reach, 2004) u boku Stevena Seagala.
W latach 1993–1996 prowadziła w TVP1 wspólnie z Krzysztofem Ibiszem program rozrywkowy Czar par. Była również prezenterką programu telewizyjnego Polonia 1.
Grała w warszawskim Teatrze Komedia w spektaklu Christophera Hamptona Niebezpieczne związki (2008) u boku Adrianny Biedrzyńskiej i Hanny Piasecznej jako Pani De Volanges i przedstawieniu Dziewczyny z kalendarza (2010) w reż. Tomasza Dutkiewicza w podwójnej roli jako Brenda Hulse i Lady Cravendshir.
Gościnnie wystąpiła w telenowelach: Na dobre i na złe, Samo życie, Pensjonat pod Różą czy Barwy szczęścia.
Ukończyła dwuletnie studium na kierunku psychoterapii metodą psychologii zorientowanej na proces w Instytucie Psychologii Procesu w Warszawie i studia podyplomowe na Wydziale Psychologii na Akademii Ekonomiczno-Humanistycznej w Warszawie (studiowała w latach 2014–2019) i podjęła pracę jako psychoterapeutka w założonym przez siebie Ośrodku Rozwoju i Psychoterapii „Przemiany”. Wcześniej pomagała ofiarom przemocy w Centrum Praw Kobiet, a także podjęła współpracę z Centrum Psychologiczno-Terapeutycznym Wspierania Rodziny w Pruszkowie.

## Życie prywatne

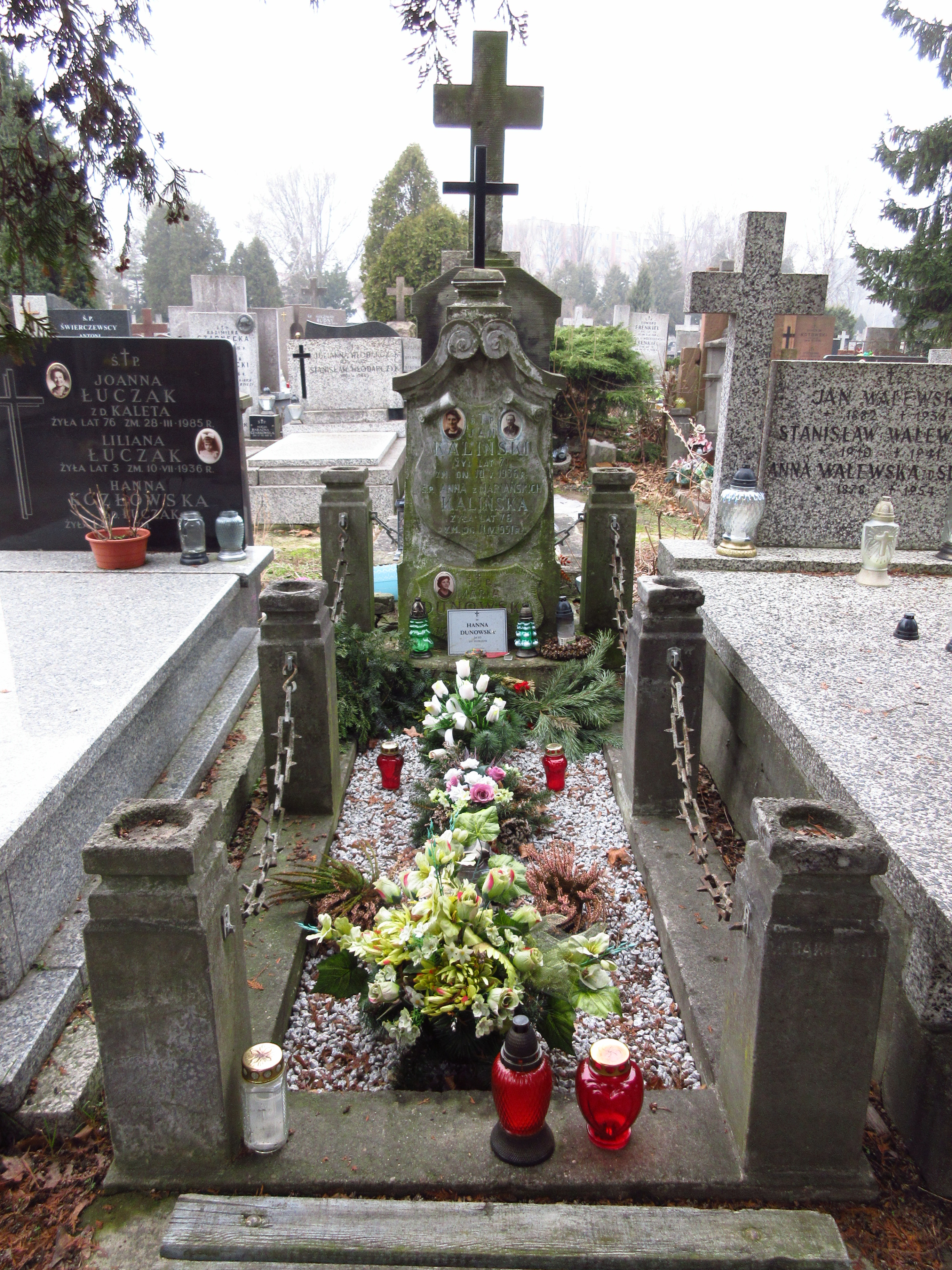
Grób Hanny Dunowskiej na cmentarzu Bródnowskim

Była dwukrotnie mężatką. Z pierwszego małżeństwa miała córkę Joannę (ur. 1981). Po raz drugi wyszła za mąż za operatora dźwięku, Pawła Łuczyca-Wyhowskiego, z którym miała syna Juliana (ur. 1997).
Po rozstaniu z drugim mężem zachorowała na raka piersi. Pokonała chorobę w 2012.
Zmarła 1 sierpnia 2019 w wieku 60 lat w Grodzisku Mazowieckim. Uroczystość pogrzebowa odbyła się 14 sierpnia 2019 na Cmentarzu Wojskowym na Powązkach w Warszawie, a urna z jej prochami została pochowana w grobie rodzinnym na cmentarzu Bródnowskim w Warszawie (kwatera 85B-I-27).

## Filmografia
| Filmy fabularne                  |                                                        |                                                                              |                                        |
| Rok                              | Tytuł                                                  | Rola                                                                         | Reżyser                                |
| 1980                             | Czułe miejsca                                          | Ewa                                                                          | Piotr Andrejew                         |
| 1982                             | Punkty za pochodzenie                                  | kandydatka recytująca „Inwokację”                                            | Franciszek Trzeciak                    |
| 1984                             | Bez końca                                              | Justyna, działaczka opozycji                                                 | Krzysztof Kieślowski                   |
| 1984                             | Siedem elementów (Семь стихий)                         | Airа                                                                         | Gennady Ivanov                         |
| 1987                             | Koniec sezonu na lody                                  | Henia Drabikówna                                                             | Sylwester Szyszko                      |
| 1987                             | Zamknąć za sobą drzwi                                  | sierżant Anna Sikora                                                         | Krzysztof Szmagier                     |
| 1989                             | Gorzka miłość                                          | księżna Jadwiga Święcicka                                                    | Czesław Petelski                       |
| 1990                             | Femina                                                 | Bogna                                                                        | Piotr Szulkin                          |
| 1991                             | Kuchnia Polska                                         | hrabianka Sobańska, matka chrzestna Ani Biesiekierskiej                      | Jacek Bromski                          |
| 1992                             | Psy                                                    | żona Grossa                                                                  | Władysław Pasikowski                   |
| 1992                             | Łza księcia ciemności                                  | Joanna Karwicka                                                              | Marek Piestrak                         |
| 1992                             | Dlja simejnoho vohnyshha (Для домашнього огнища)       |                                                                              | Borys Sawczenko                        |
| 1993                             | Gladiator do wynajęcia (Гладиатор по найму)            | Esther                                                                       | Dmitriy Zaytsev                        |
| 1993                             | Ewangelia według Harry’ego (Gospel according to Harry) | Selma                                                                        | Lech Majewski                          |
| 1994                             | Piękna warszawianka (La Belle de Varsovie, TV)         |                                                                              | Franck Apprederis                      |
| 1994                             | Anioł śmierci (Blood of the Innocent)                  | asystentka doktora Lema                                                      | Bob Misiorowski                        |
| 1999                             | Wszyscy moi bliscy (Vsichni moji blizci)               | Eva Marie, znajoma Samuela                                                   | Matej Mináč                            |
| 2004                             | Poza zasięgiem (Out of Reach)                          | barmanka Rosie                                                               | Po-Chih Leong                          |
| 2009                             | Miasto z morza                                         | letniczka zainteresowana parcelą Konki                                       | Andrzej Kotkowski                      |
| Seriale telewizyjne              |                                                        |                                                                              |                                        |
| Rok                              | Tytuł                                                  | Rola                                                                         | Reżyser                                |
| 1984                             | Pan na Żuławach                                        | Wanda Mikuła-Jeżewska, siostra Kazimierza                                    | Sylwester Szyszko                      |
| 1987                             | 07 zgłoś się (odc. 19–21)                              | sierżant Anna Sikora                                                         | Krzysztof Szmagier                     |
| 1988–1990                        | W labiryncie                                           | recepcjonistka w „Domu Prasy”                                                | Paweł Karpiński                        |
| 1989                             | Gorzka miłość                                          | księżna Jadwiga Święcicka                                                    | Czesław Petelski                       |
| 1990                             | Franka – żona Chama (Franka: zhena Khama)              | Franka                                                                       | Dmitriy Zaytsev                        |
| 1991                             | Kuchnia Polska                                         | hrabianka Sobańska, matka chrzestna Ani Biesiekierskiej                      | Jacek Bromski                          |
| 1993–1994                        | Zespół adwokacki                                       | dr Monika Janicka, żona Krzysztofa                                           | Andrzej Kotkowski                      |
| 1994                             | Bank nie z tej ziemi                                   | Gerda                                                                        | Waldemar Dziki, Paweł Sala             |
| 1995                             | Dwa światy (Spellbinder)                               | Marna                                                                        | Noel Price                             |
| 2000                             | Sukces                                                 | była żona Jakubowskiego                                                      | Andrzej Kostenko                       |
| 2000–2001, 2004, 2007–2008, 2010 | Na dobre i na złe                                      | doktor Hanna Kalinowska, pediatra, lekarka na oddziale noworodków            | różni                                  |
| 2002–2007                        | Samo życie                                             | mecenas Mariola Strzelecka, prawnik rodziny Rowickich                        | różni                                  |
| 2003                             | Zaginiona                                              | Elżbieta Krajewska, matka Michała, przyjaciółka Tokarskich                   | Andrzej Kostenko                       |
| 2003                             | Psie serce                                             | Sylwia, była żona Wiktora                                                    | Andrzej Kotkowski, Adek Drabiński      |
| 2004                             | Glina                                                  | Barbara Kralska, dyrektor hotelu                                             | Władysław Pasikowski                   |
| 2005                             | Pensjonat pod Różą                                     | Kawecka, matka Justyny                                                       | Mirosław Bork                          |
| 2005                             | Tak miało być                                          | Siłecka                                                                      | Agnieszka Trzos                        |
| 2006–2007                        | Kopciuszek                                             | Tarnowska                                                                    | Jerzy Łukaszewicz, Radosław Piwowarski |
| 2007                             | Determinator                                           | Teresa Rawicz                                                                | Mirosław Gronowski                     |
| 2007–2008                        | Pierwsza miłość                                        | Lidia z Sapiehów Wiśniowiecka, matka Przemka, niewidomego DJ-a Radia „Hexen” | Okił Khamidow                          |
| 2008                             | Kryminalni (odc. 92)                                   | Jadwiga, matka Elizy                                                         | Maciej Pieprzyca                       |
| 2009                             | Ranczo (odc. 43)                                       | Holenderka                                                                   | Wojciech Adamczyk                      |
| 2009                             | Miasto z morza (odc. 2 i 4)                            | letniczka zainteresowana parcelą Konki                                       | Andrzej Kotkowski                      |
| 2009–2016                        | Barwy szczęścia                                        | Alina Rybińska, matka Ksawerego                                              | różni                                  |
| 2014                             | Prawo Agaty (odc. 77)                                  | Halicka, babka Antka                                                         | Jacek Borcuch                          |
| 2014                             | Na krawędzi 2 (odc. 8)                                 | lekarka                                                                      | Maciej Dutkiewicz                      |
| 2015–2016                        | Przyjaciółki                                           | pani prezes, matka Lechickiego                                               | Grzegorz Kuczeriszka                   |
| 2019                             | DNA (odc. 2 i 3)                                       | Renata, matka Tadka                                                          | ?                                      |
| 2019                             | 39 i pół tygodnia (odc. 7)                             | Olga, matka Ewy                                                              | różni                                  |